# Mastabat al-Firʿaun
Die Mastabat al-Firʿaun (مصطبة الفرعون, DMG Maṣṭabat al-Firʿawn, in der ägyptologischen Literatur meist als Mastaba el-Faraun, Mastabat el-Faraun oder Mastabat Faraun, zu deutsch: „Mastaba des Pharaos“, bezeichnet) ist das Grabmal des altägyptischen Königs Schepseskaf, des letzten zeitgenössisch belegten Herrschers der 4. Dynastie. Sie befindet sich in Sakkara-Süd, auf halbem Wege zwischen der Stufenpyramide des Djoser in Sakkara und den Pyramiden des Begründers der 4. Dynastie Snofru in Dahschur.

## Erforschung
Zum ersten Mal beschrieben wurde die Mastabat al-Firʿaun durch John Perring Mitte des 19. Jahrhunderts. Auch Karl Richard Lepsius besuchte das Grab, führte aber keine näheren Untersuchungen durch. Die erste Erforschung der unterirdischen Räume erfolgte 1858 durch Auguste Mariette. Eine genaue Untersuchung der gesamten Grabanlage unternahm erst 1924/25 Gustave Jéquier. Er war es auch, der durch den Fund eines Stelen-Bruchstückes als Erster das Bauwerk Schepseskaf zuordnen konnte, vorher hatte man irrtümlich Unas, den letzten Herrscher der 5. Dynastie, für den Bauherrn gehalten.

## Die Mastaba
Die Mastaba hat eine Länge von 99,60 m und eine Breite von 74,40 m. Ihre Höhe beträgt etwa 18 m und der Neigungswinkel circa 70°. Für das Kernmauerwerk wurde roter Sandstein verwendet, genau wie bei der Roten Pyramide des Snofru. Von der Verkleidung sind heute nur noch spärliche Reste erhalten, aus denen sich aber noch ablesen lässt, dass die unterste Lage aus Rosengranit und alle weiteren Lagen aus Tura-Kalkstein bestanden. Deutlich ist zu erkennen, dass das Mauerwerk zwei Stufen bildet. Die Mastabat al-Firʿaun war damit den frühdynastischen Königsgräbern aus Sakkara-Nord nachempfunden.

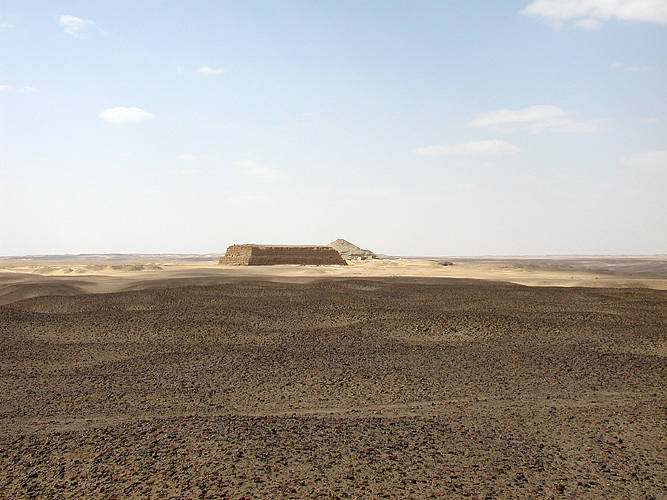
Die Mastaba von Südosten aus fotografiert
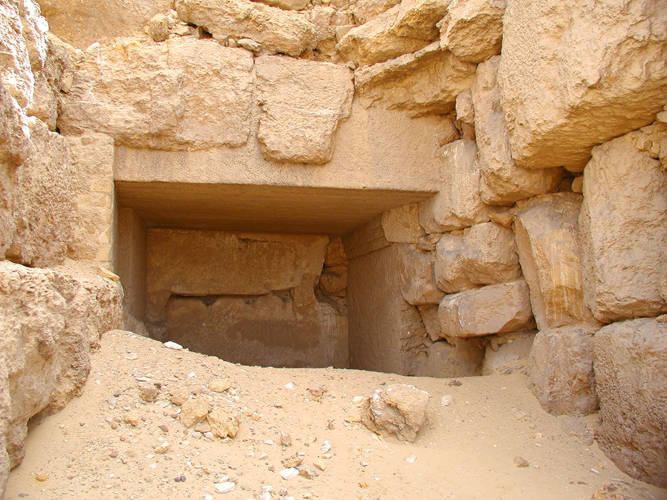
Der Eingang zum unterirdischen Kammersystem
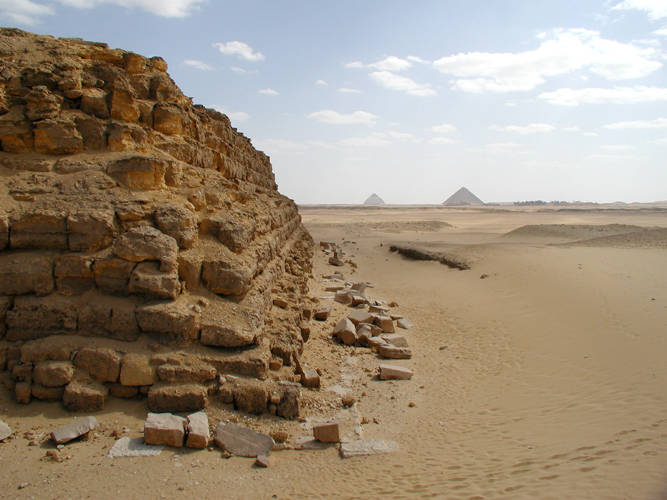
Die Nordwest-Ecke der Mastaba

## Die Substruktur

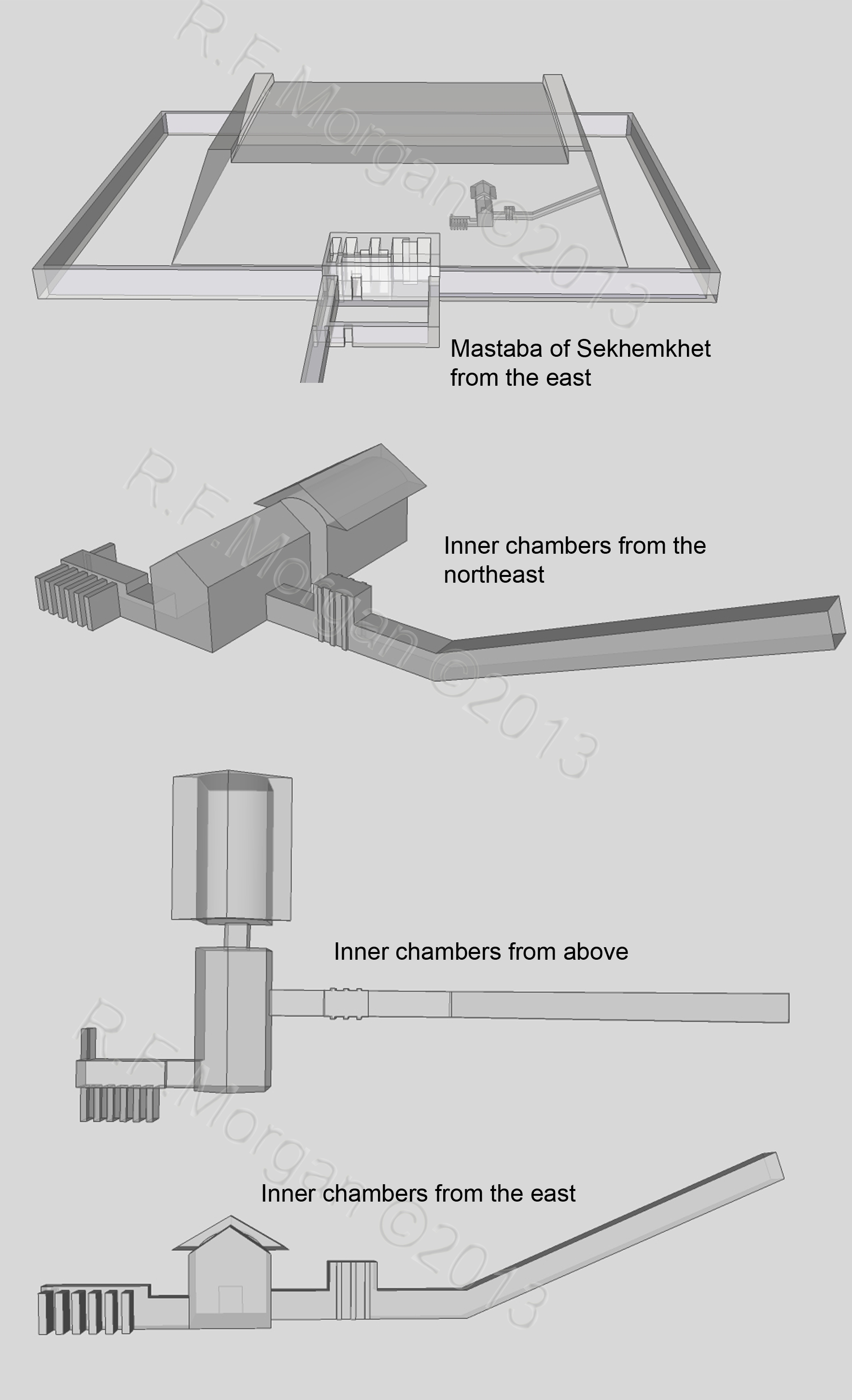
Isometrische Darstellung, Grundriss und Schnittzeichnung des Kammersystems

An der schmalen Nordseite liegt der Eingang zum unterirdischen Kammersystem. Dort führt ein Gang mit einem Gefälle von 23°30′ nach unten. Seine Länge betrug ursprünglich 20,75 m, heute aufgrund einer Bresche aber nur noch 16,30 m. Nach dieser Strecke geht der Gang in die Waagerechte über. Zunächst bildet er eine kleine Kammer mit einer Länge von 2,67 m und einer Höhe von 2 m. Hinter dieser Kammer folgen drei noch in der Decke verankerte Fallsteine. Der Gang ist an dieser Stelle 1,10 m breit und seine Höhe verringert sich auf 1,27 m. Die Wände und die Decke sind hier mit Granit verkleidet. Nach den Fallsteinen vergrößert sich die Höhe des Ganges wieder, der Boden ist hier allerdings sehr uneben, da er nicht mehr gepflastert wurde. Nach einer erneuten Verringerung der Höhe auf 1,20 m und einer Gesamtstrecke von 19,46 m in der Waagerechten mündet der Gang schließlich in die Vorkammer.
Die Vorkammer hat eine ost-westliche Länge von 8,31 m, eine Breite von 3,05 m und eine Höhe von 5,55 m. Sie wird von einem Satteldach aus Granit gekrönt. Von ihrer Westseite aus gelangt man durch einen 1,20 m hohen, 1,11 m breiten und 1,54 m langen Gang mit einem Gefälle von 10°30′ zur Sargkammer. Diese ist 7,79 m lang, 3,85 m breit und 4,90 m hoch. Sie besitzt ein Giebeldach aus Granit, dessen Unterseite zu einem Gewölbe gearbeitet wurde. Vom Sarg, der wohl aus Grauwacke oder Basalt gefertigt wurde, sind nur noch Fragmente erhalten. Sowohl die Vor- als auch die Sargkammer sind mit Granit verkleidet, der aber nicht mehr geglättet wurde.
Von der Südostecke der Vorkammer aus führt ein Gang weiter nach Süden. Er ist 10,62 m lang, 1,14 m breit und zwischen 2,10 und 2,30 m hoch. An seiner Ostseite befinden sich vier schmale Nischen, eine weitere an seiner Westseite, unmittelbar gegenüber der hintersten östlichen. Die östlichen Nischen sind zwischen 2,10 und 2,27 m lang, knapp 0,80 m breit und 1,40 m hoch, die westliche Nische hat eine Länge von 2,65 m und eine Breite von 1,16 m.

## Der Grabkomplex

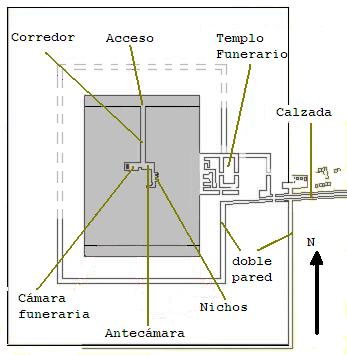
Grundriss des Grabkomplexes

Die Mastaba wird von zwei Lehmziegel-Mauern umschlossen. Die erste begrenzt einen etwa 10 m breiten Umgang um die Mastaba. Sie selbst hat eine Stärke von 2,05 m. Eine zweite Mauer umschließt den gesamten Grabbezirk in einem Abstand von knapp 48 m. An der Ostseite der Mastaba schließt sich ein kleiner Totentempel an, von dem heute nur noch die Fundamente und geringe Reste des Mauerwerks erhalten sind. In diesen Tempel mündet ein Aufweg, von dem nur der obere Teil erhalten ist. Der Rest des Aufwegs sowie der Taltempel wurden bisher nicht ausfindig gemacht.